# كنقرلي
كنقرلي (بالإنجليزية Kangarli) هي مدينة، وأسم منطقة في أذربيجان، شكلت منطقة كنقرلي في يوم 19 مارس 2004.